# پرهووزدی
پرهووزدی (به چکی: Přehvozdí) یک منطقهٔ مسکونی در جمهوری چک است که در ناحیه کولین واقع شده‌است.